# Leave Me Alone
Leave Me Alone ist ein Funk-Popsong von Michael Jackson. Er wurde am 13. Februar 1989 als achte Single aus dem Album Bad ausgekoppelt, allerdings nicht in den USA und Kanada. Vor allem in Westeuropa war das Lied ein Erfolg. So erreichte es in Großbritannien Platz zwei, in Spanien gar Platz eins der Charts.

## Geschichte
Leave Me Alone wurde von Michael Jackson selbst geschrieben, als Antwort auf Medienberichte und -gerüchte, die nach dem Welterfolg von Thriller aufkamen, wie zum Beispiel, dass Jackson unter einer Art Sauerstoffzelt schliefe. Auch dass Jackson sich den Schimpansen Bubbles hielt, wurde als Entfremdung aus der Realität beschrieben.
Das Lied erschien als Bonustitel der CD-Versionen von Bad sowie auf der Edition auf Musikkassette von 2001. Außerdem wurde ein Kurzfilm für den Song gedreht. Er setzt sich ebenfalls ironisch mit Gerüchten auseinander, die über Michael Jackson in Umlauf waren, wie zum Beispiel seinen kosmetischen Operationen. Der Film erhielt bei den Grammy Awards 1990 die Auszeichnung für das "Best Short Form Music Video". Obwohl die Single erfolgreich war, wurde das Stück nie live aufgeführt.

## Musikvideo
Das dazugehörige Musikvideo wurde bei den MTV Video Music Awards 1989 mit einem Preis in der Kategorie Best Special Effects in a Video ausgezeichnet. Der Preis ging an Jim Blashfield.

## Rezeption
Stephen Thomas Erlewine von Allmusic hob den Song als besten des Albums hervor und schrieb: "why are all of his best songs paranoid anthems?" ("Warum sind alle seine besten Songs paranoide Hymnen?") Auch das Musikvideo nannte er das Beste des Albums.

## Charts und Chartplatzierungen
| ChartsChartplatzierungen     | Höchstplatzierung | Wochen |
| ---------------------------- | ----------------- | ------ |
| Deutschland (GfK)            | 16 (14 Wo.)       | 14     |
| Österreich (Ö3)              | 15 (10 Wo.)       | 10     |
| Schweiz (IFPI)               | 10 (7 Wo.)        | 7      |
| Vereinigtes Königreich (OCC) | 2 (13 Wo.)        | 13     |

## Besetzung
- Produktion: Quincy Jones
- Co-Produktion: Michael Jackson
- Solo & Background Vocals, Vocal Synthesizer: Michael Jackson
- Drumcomputer Programmierung: Larry Williams
- Synthesizer: Greg Phillinganes, Larry Williams
- Gitarre: Paul Jackson, Jr.
- Synclavier, Synthesizer Programmierung: Casey Young[8]